# Ecphysis cyanea
Ecphysis cyanea är en stekelart som beskrevs av Henry Keith Townes, Jr. 1969. Ecphysis cyanea ingår i släktet Ecphysis och familjen brokparasitsteklar. Inga underarter finns listade i Catalogue of Life.